# هيتم
الحلمة أو حمحم، أو رجل الحمامة،أو هيتم أو أنجسا( الانجليزية:Trichodesma calcaratum)، في الأمازيغية يعرف حسب المناطق ب: تايناست، واضمو، تالكارت، هو نوع نباتي ينتمي إلى جنس الخُدر من الفصيلة الحمحمية.

## الوصف
نبات حولي بري شائك، يرتفع نحو حوالي 50 سنتمتر من القاعدة. كثير الانبات في جنوب المغرب خاصة في المناطق الشرقية كطاطا وكلميم و أسا. قليلا ما يستعمل للتداوي، و يوظف في الكلأ فقط. يختزن لتعلف منه الماشية في الصيف. و يصنع منه الشمع و دهن البان.
- الازهار: خضراء غابرة، أذينية الشكل، تكسوها أشواك سنية صغيرة و حادة.
- الأزهار : بيضاء اللون، فرشية الشكل، رأسية المخرج، و ثنائية التجميع.
- الثمار: معلبة، رمحية الشكل أو هرمية، تحتوي بداخلها بذورا صغيرة.

## الموسم
- يجمع خلال شهري أبريل وماي.

## المنافع و طرق الاستخدام
- تأكل بعد سلقها في السلطة مع الخل، و طعمها لاذع إلا أنها مفيدة.
- تنبت الزغب العالق في منابته، و تزيد من نعومته.
- غني بالسائل الحمضي المفيد للهضم و لتنقية البطن.
- توضع على شكل لبخة بعد دقها خضراء فوق الجروح فتساعدها على الالتئام.[2]